# Mosteiro de Sant Miquel dels Reis

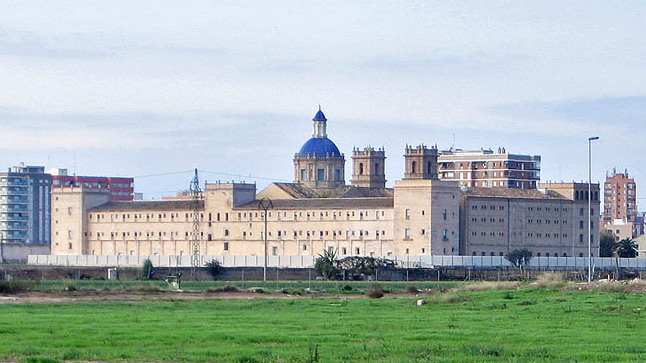
O Mosteiro visto de Tavernes Blanques

O Mosteiro de Sant Miquel dels Reis localiza-se nos arredores da cidade de Valência, a poucos metros de Tavernes Blanques, e é a actual sede da Biblioteca Valenciana.
Fundado no século XVI, pelo Duque de Calábria, num antigo mosteiro Cisterciense, Sant Bernat de Rascanya. É uma das principais construções do renascimento valenciano, que segundo alguns autores pode ser considerada como antecedente do Mosteiro do Escorial, sendo, tal como este, mosteiro jerónimo, foco cultural e igreja comemorativa da memória do seu fundador.
Trata-se de um conjunto arquitectónico levantado segundo as novas directrizes do Renascimento e no mesmo participaram importantes arquitectos, mestres da construção e artistas do seu tempo.

## Imagens

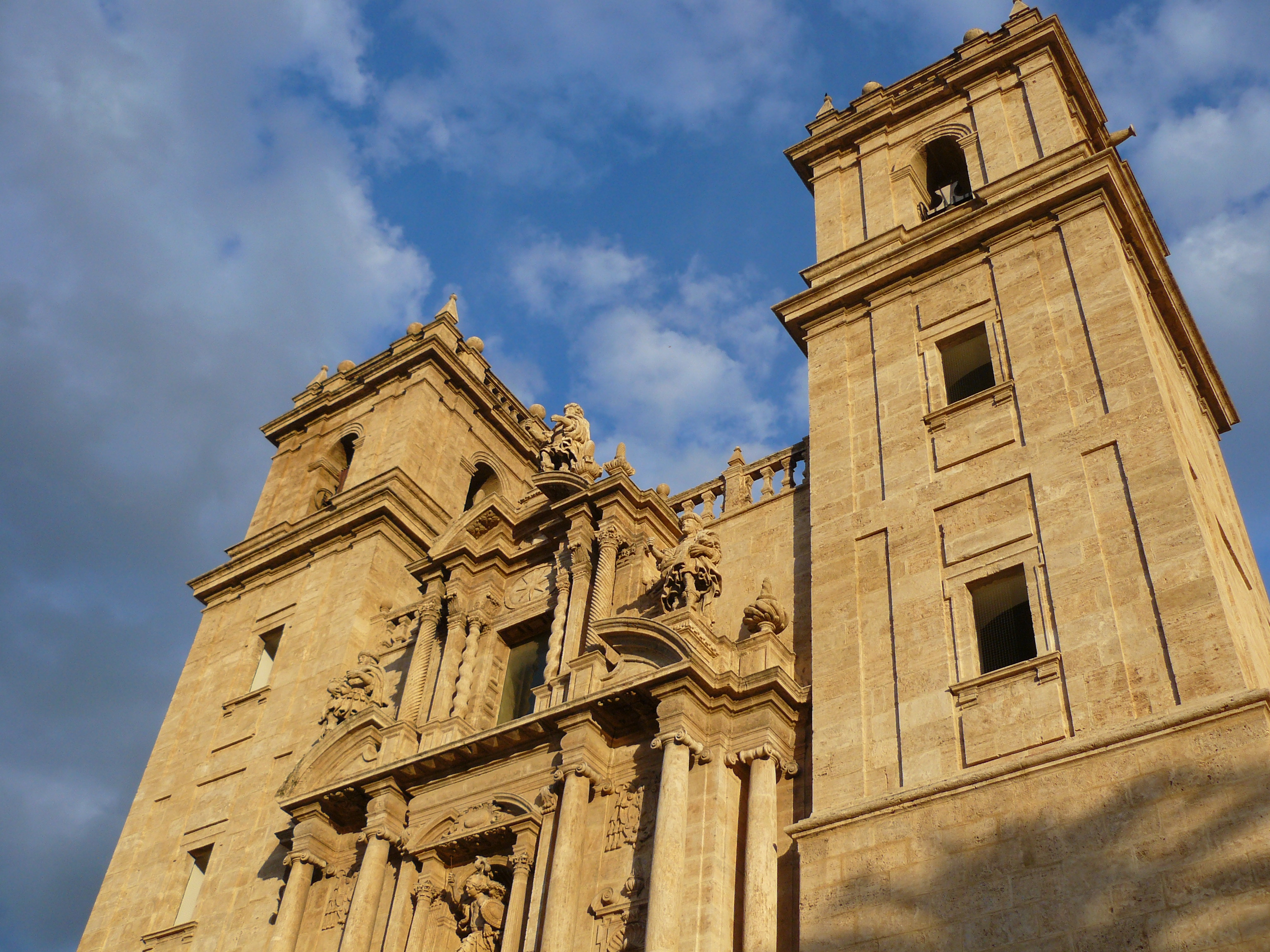
Fachada e casa do Mosteiro.

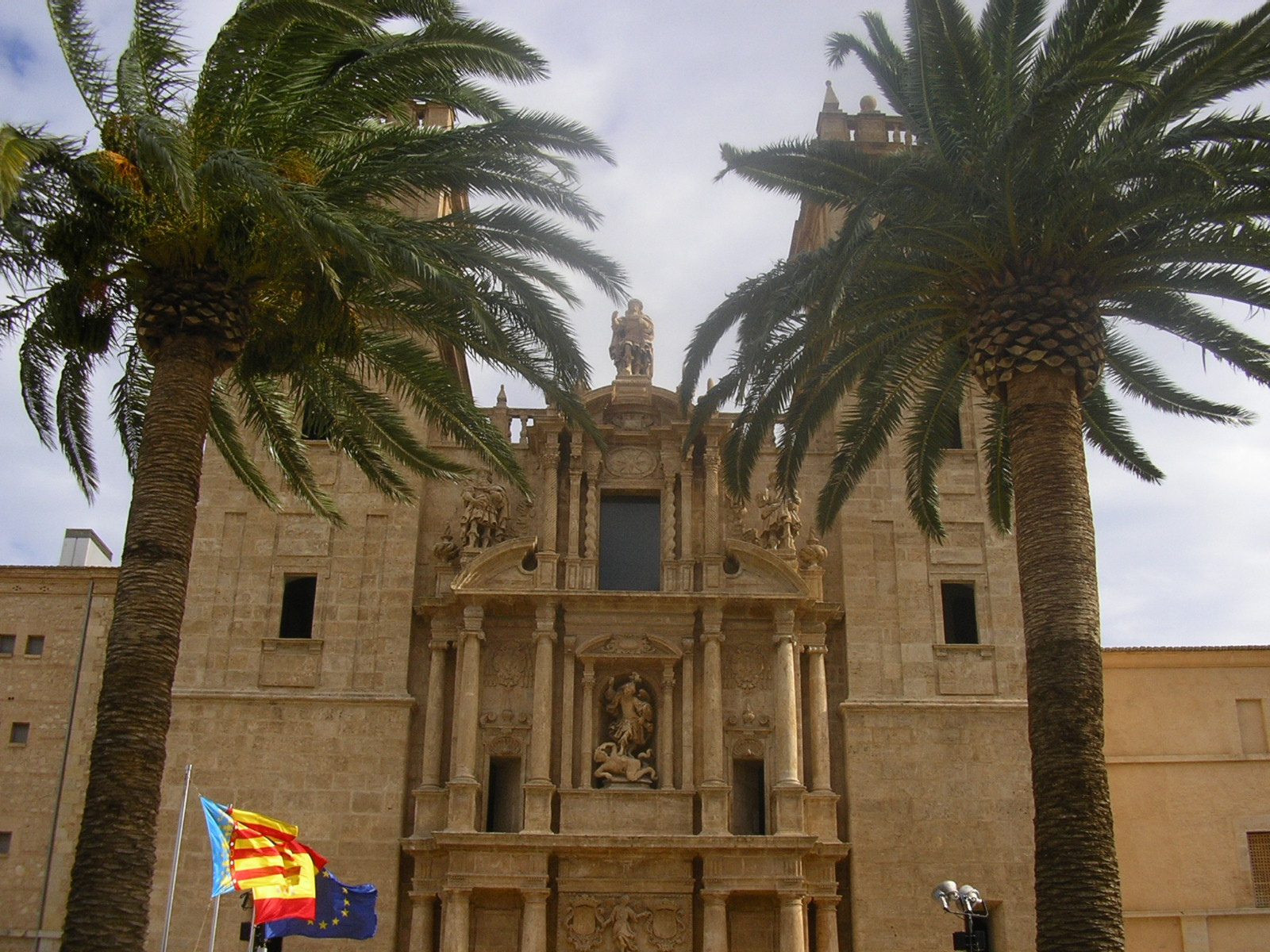
Fachada principal do Mosteiro